# جزيرة كات با
جزيرة كات با (بالفيتنامية: Đảo Cát Bà) هي أكبر جزيرة ضمن أرخبيل كات با، وتقع في شمال فيتنام ضمن مياه خليج ها لونج، تتبع الجزيرة إداريًا منطقة كات هاي التابعة لمدينة ها فونغ، وتبعد نحو 150 كيلومترًا شرق العاصمة هانوي.

## الجغرافيا والطبيعة
تتميّز الجزيرة بتضاريسها الجبلية والغابات الكثيفة، وتحيط بها مياه الخليج الصافية والجزر الصخرية، كما تضم جزءًا من منتزه كات باي الوطني الذي يُعد موطنًا لتنوع بيئي غني، بما في ذلك أنواع نادرة من الحيوانات والنباتات.

### السياحة
تُعد الجزيرة وجهة سياحية شهيرة، تجمع بين الشواطئ الهادئة والأنشطة البيئية مثل الغوص، والتجديف، والتنزه في الطبيعة، وتستخدم كنقطة انطلاق لرحلات بحرية إلى خليج لان ها وخليج ها لونغ، تتوفر في الجزيرة فنادق ومنتجعات وخيارات متعددة للإقامة، إلى جانب مطاعم وأسواق محلية.